# Quartier de Bonne-Nouvelle

Die Stadtviertel im 2. Arrondissement

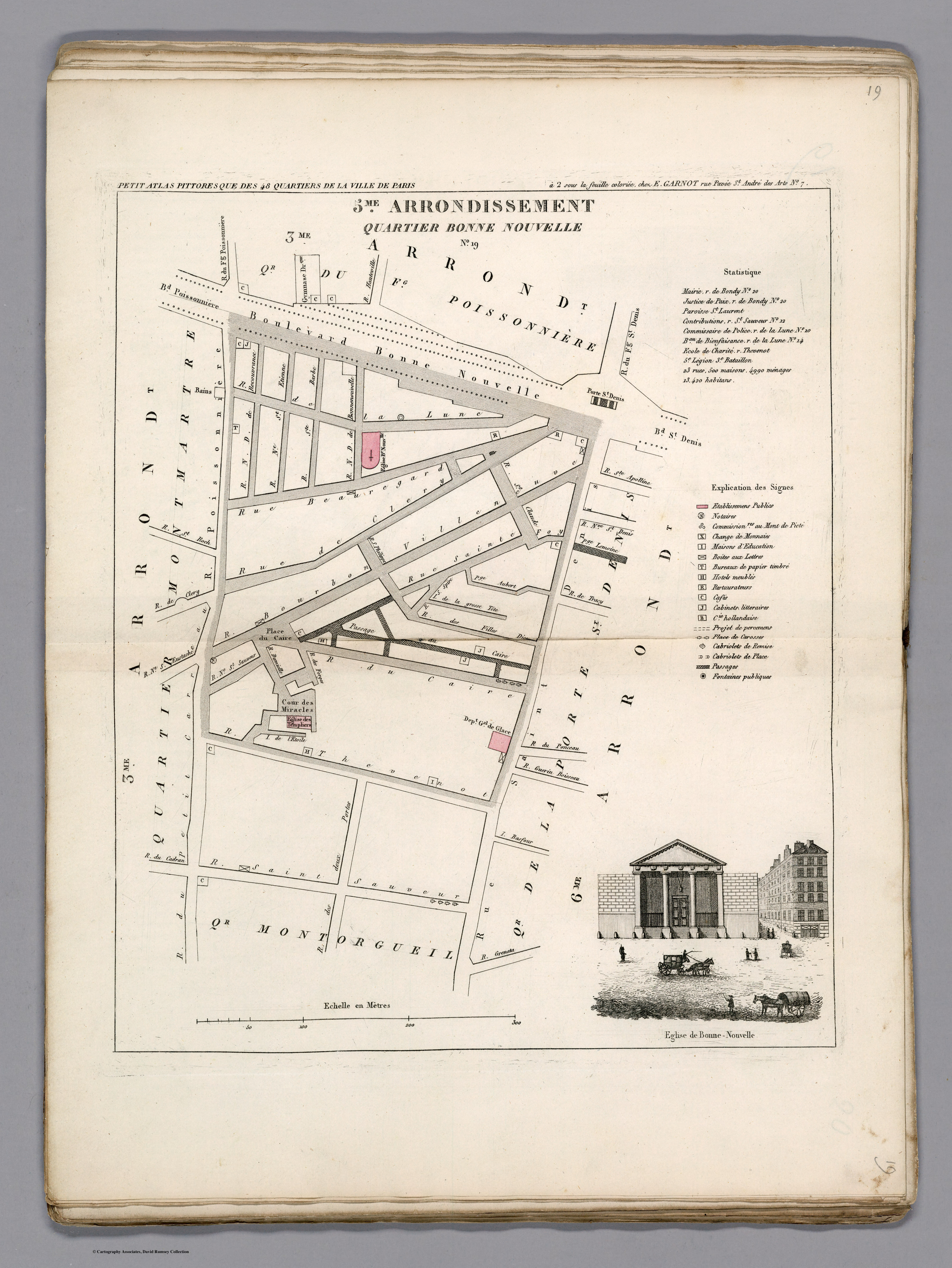
Das Quartier Bonne Nouvelle im Jahr 1834

Das Quartier de Bonne-Nouvelle ist das achte der 80 Quartiers (Stadtviertel) im 2. Arrondissement von Paris.

## Lage
Der Verwaltungsbezirk im 2. Arrondissement von Paris wird von folgenden Straßen begrenzt:
- Westen: Rue Poissonnière, Rue des Petits Carreaux und ein Teil der Rue Montorgueil
- Norden: Boulevard Saint-Denis und dem Boulevard de Bonne Nouvelle
- Osten: Ein Teil des Boulevard de Sébastopol
- Süden: Ein Teil der Rue Étienne Marcel

## Geschichte
Der Hügel Bonne Nouvelle hieß im 13. Jahrhundert Mons Superbus, im 15. Jahrhundert Mont-Orgueil (daher der Name der Rue Montorgueil), im 17. Jahrhundert Butte-aux-Gravois und im 19. Jahrhundert der Butte de Bonne-Nouvelle und bezog sich mit diesem Namen auf die Zufriedenheit seiner Bewohner nach der Sanierung des nahe gelegenen Cour des Miracles  oder der Kirche Notre-Dame-de-Bonne-Nouvelle auf seinem Gipfel. Diese Erhebung ist ein Straßenhügel, der von einem alten Hausmüllhaufen stammt, den die Pariser gewohnheitsmäßig aufgetürmt haben.
Über den „Gipfel“ führt die Rue Beauregard (Der Name „Schöne Aussicht“ kommt von dem Panorama, das man hier genießen konnte), von wo man über die Treppen der Rue des Degrés absteigen kann.
Der Ursprung des Hügels ist künstlich: Es ist ein Haufen Schutt, Geröll und Straßenschlamm, der hier vom 10. Jahrhundert bis zum Ende des 16. Jahrhunderts angehäuft wurde; die wenigen Anwohner der Nachbarstraßen (der Hügel lag bis zum 17. Jahrhundert außerhalb von Paris) klagten über den Geruch. Aushebungen im Jahr 1824 (Rekonstruktion der Kirche) zeigten Schichtungen von fast sechzehn Metern über dem natürlichen Boden.
Im 17. Jahrhundert wurden hier einige Häuser errichtet, die ein kleines Dorf bildeten, „Ville-Neuve-les-Gravois“ (oder Villeneuve-les-Gravois). Das Gelände gehörte zum Kloster der Filles-Dieu, das innerhalb der Stadtmauer von Karl V. (heute Rue du Caire, Rue d'Alexandrie) lag. Die Bebauung des Hügels, der außerhalb der Stadtmauer lag, wurde im November 1562 (zu Beginn der Religionskriege) zerstört, als die protestantische Armee unter der Führung von Condé und Coligny Paris bedrohte.

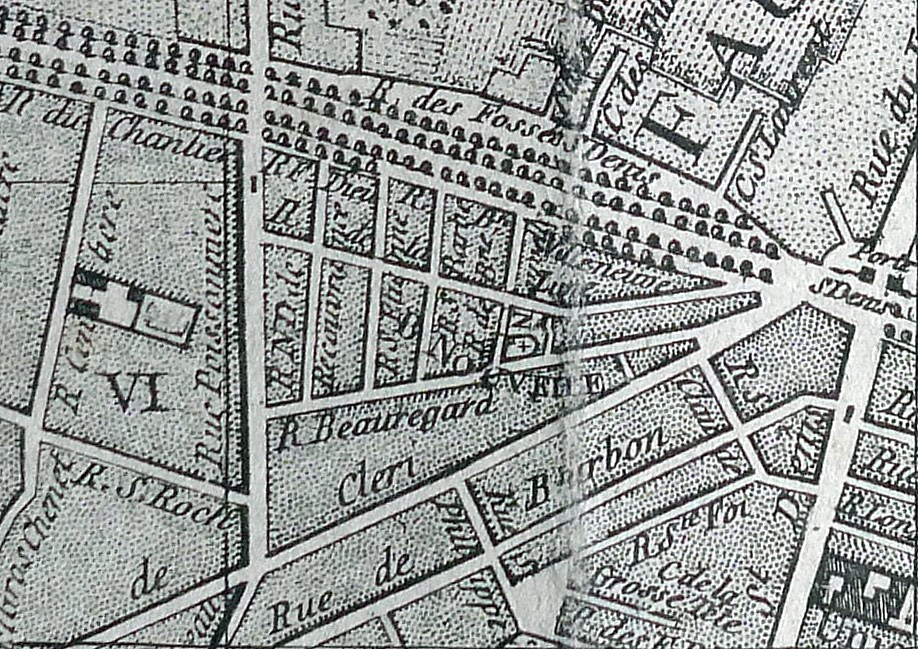
Quartier de Bonne-Nouvelle von 1760 (Plan von Vaugondy)

Im Jahr 1566 wurde vor dem Hügel die Enceinte de Louis XIII (Teil der Pariser Stadtmauern) errichtet.
Während der Belagerung von Paris durch Henri IV. im Jahr 1591 zerstörte die Heilige Liga die Mühlen, Häuser und Kirche (erbaut 1563) auf dem Hügel. Die Stadtmauer wurde um 1634–1635 durch eine riesige Bastion an der Nordseite des heutigen Boulevard de Bonne-Nouvelle verstärkt.
1624 legte Anna von Österreich (1601–1666) den Grundstein für eine neue Kirche. Zwischen 1680 und 1685 wurde die Bastion abgerissen und die Gräben zugeschüttet, um Platz für den Nouveau-Cours (deutsch Neuer Straßenzug) zu schaffen (von dem der Boulevard de Bonne-Nouvelle nur ein Teil war).

## Sehenswürdigkeiten
- Notre-Dame-de-Bonne-Nouvelle
- Square Jacques-Bidault
- St-Nicolas-des-Champs
- Rue Saint-Denis